# Zelking-Matzleinsdorf
Zelking-Matzleinsdorf är en kommun  i Österrike. Den ligger i distriktet Melk i förbundslandet Niederösterreich. Huvudorten Zelking ligger 82 km väster om huvudstaden Wien. 
Kommunen består av elva orter (Ortschaften) (inom parentes invånarantal 1 januari 2024):

- Anzenberg (38)
- Arb (32)
- Bergern (32)
- Einsiedl (8)
- Freiningau (30)
- Gassen (101)
- Hofstetten (36)
- Maierhöfen (13)
- Mannersdorf (114)
- Matzleinsdorf (550)
- Zelking (246)